# ピモーサ郡区 (アイオワ州カス郡)
ピモーサ郡区は、アメリカ合衆国、アイオワ州、カス郡にある16の郡区の一つである。2000年の国勢調査で、人口は318人だった。

## 地理
ピモーサ郡区は、92.3平方キロメートル（35.63平方マイル)で、組み込まれた自治体(incorporated settlements)はない。
アメリカ地質調査所によると、この郡区はLorahの1つの霊園が含まれる。